# Martin van Oedt
Martin van Oedt († 1536) war Priester und Generalvikar in Köln.
Der aus Kempen oder dem nahen Oedt stammende Martin van Oedt war Dr. decr. (der Dekretalien, das heißt des Kanonischen Rechts). Er wurde 1506 Professor der Rechte an der alten Universität Köln. Ab 1507 war er Vizekanzler der Universität und ab 1509 Offizial des Erzbischofs von Köln, 1516 wurde er Domherr und fungierte von 1519 bis 1524 als Generalvikar.
Martin war auch der Erbauer des ältesten aus Stein gebauten Hauses in Kempen von 1524, genannt Haus Nievenheim.